# Dècada del 560 aC

## Personatges importants
- 567 aC - Neix Annei, tercer emperador del Japó. (mort el 511 aC)
- 566 aC - Neix Siddharta Gautama, príncep indi, fundador del budisme. (mort el maig del 483 aC)[1]
- 562 aC - Mor Nabucodonosor II, rei de Babilònia. (nascut el 602 aC)
- 561 aC - Inici de la tirania de Pisistrat a Atenes.